# 假单极神经元
假单极神经元（pseudounipolar neuron，pseudo表示假(false)，uni表示“单”(one)）是周围神经系统中的一个感觉神经元。這種神經元的兩個分支皆有髓鞘，一個功能相當於樹突的長軸突，一個連接至脊隨的短軸突。
该神经元自胞体发出一个短突起，随即呈“T”形分为两支，一支分布于周围组织的感受器，称为“周围突”，另一支入脑或脊髓，称“中枢突”。